# Peter Perrett
Peter Perrett (* 8. dubna 1952) je anglický hudebník, frontman a většinový autor písní kapely The Only Ones.
Narodil se v Camberwellu v jižním Londýně. V první polovině 70. let působil v kapele England's Glory, s níž pořídil řadu demonahrávek, vydaných až v roce 1987 díky popularitě jeho tehdejší skupiny The Only Ones. The Only Ones vznikli v roce 1976 a o dva roky později vydali své první, eponymní album, následované deskami Even Serpents Shine (1979) a Baby's Got a Gun (1980). Skupina se rozpadla v roce 1982, Perrett poté vedl kapelu The One, s níž vydal jedno album, Woke Up Sticky (1996). Později se na řadu let odmlčel. V roce 2007 došlo k obnovení činnosti The Only Ones, kteří byli následně občasně aktivní, po smrti bubeníka v roce 2017 již jako trio.
V roce 1978 se podílel na albu So Alone hudebníka Johnnyho Thunderse.
V roce 2017 vydal u Domino Recording Company své první sólové album How the West Was Won, které z převážné části produkoval Chris Kimsey. Následovala alba Humanworld (2019) a The Cleansing (2024). Na třetím albu se podíleli například Johnny Marr, Bobby Gillespie a Carlos O'Connell z kapely Fontaines D.C.
Jeho synové Jamie a Peter působili v kapelách Babyshambles a Love Minus Zero a rovněž se podíleli na otcových sólových albech.